# Santa Fé do Araguaia
Santa Fé do Araguaia è un comune del Brasile nello Stato del Tocantins, parte della mesoregione Ocidental do Tocantins e della microregione di Araguaína.